# Zweefmolen
Een zweefmolen is een kermisattractie, waarbij men in een hangend zitje in de rondte draait, of in een 2-persoonsbakje (zitje) zit en wordt opgegooid, dit noemen ze opgooimolens die veel in het noorden van Nederland reizen. Zweefmolens kunnen ook in attractieparken of speeltuinen staan.

## Werking
De stoeltjes hangen aan kettingen op enige hoogte aan een draaischijf. Naarmate de snelheid toeneemt bewegen de passagiers steeds verder naar buiten (in de vorm van een uitwaaierende rok), wat een wee gevoel in de maagstreek kan veroorzaken. Ruimtevaarders worden met veel hogere snelheden rondgeslingerd om hun weerstand tegen g-krachten (traagheidskrachten) te trainen.

## Varianten

### Skyflyer

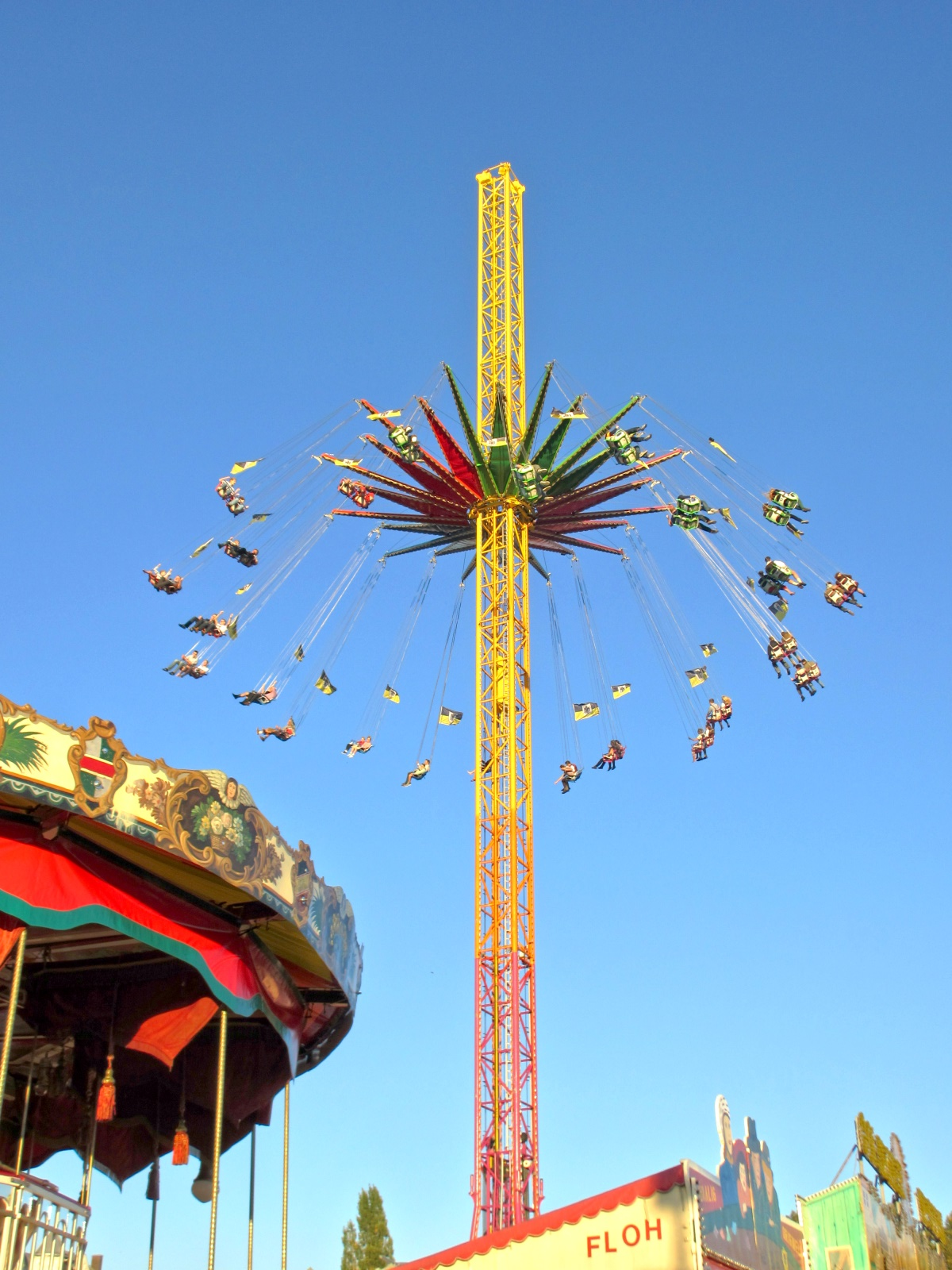
Starflyer

Er bestaan modellen waarbij de molen uit een hoge paal bestaat, die de zitjes omhoog takelt en deze aldaar laat draaien. Deze variatie wordt de Starflyer of Skyflyer genoemd.

### Wellenflug
Naast de Starflyer is er ook nog een Duitse variant van de firma Zierer die als Wellenflug of Wellenflieger bekendstaat. Deze zweefmolens hebben als bijzonderheid dat de middelste kolom wordt uitgeschoven waardoor de draaiende kap licht gekanteld kan worden. Vervolgens draait de middenkolom in tegengestelde of dezelfde richting van de kap. De stoeltjes kunnen een golvende beweging maken als de kap kantelt.

### Opgooizweefmolens

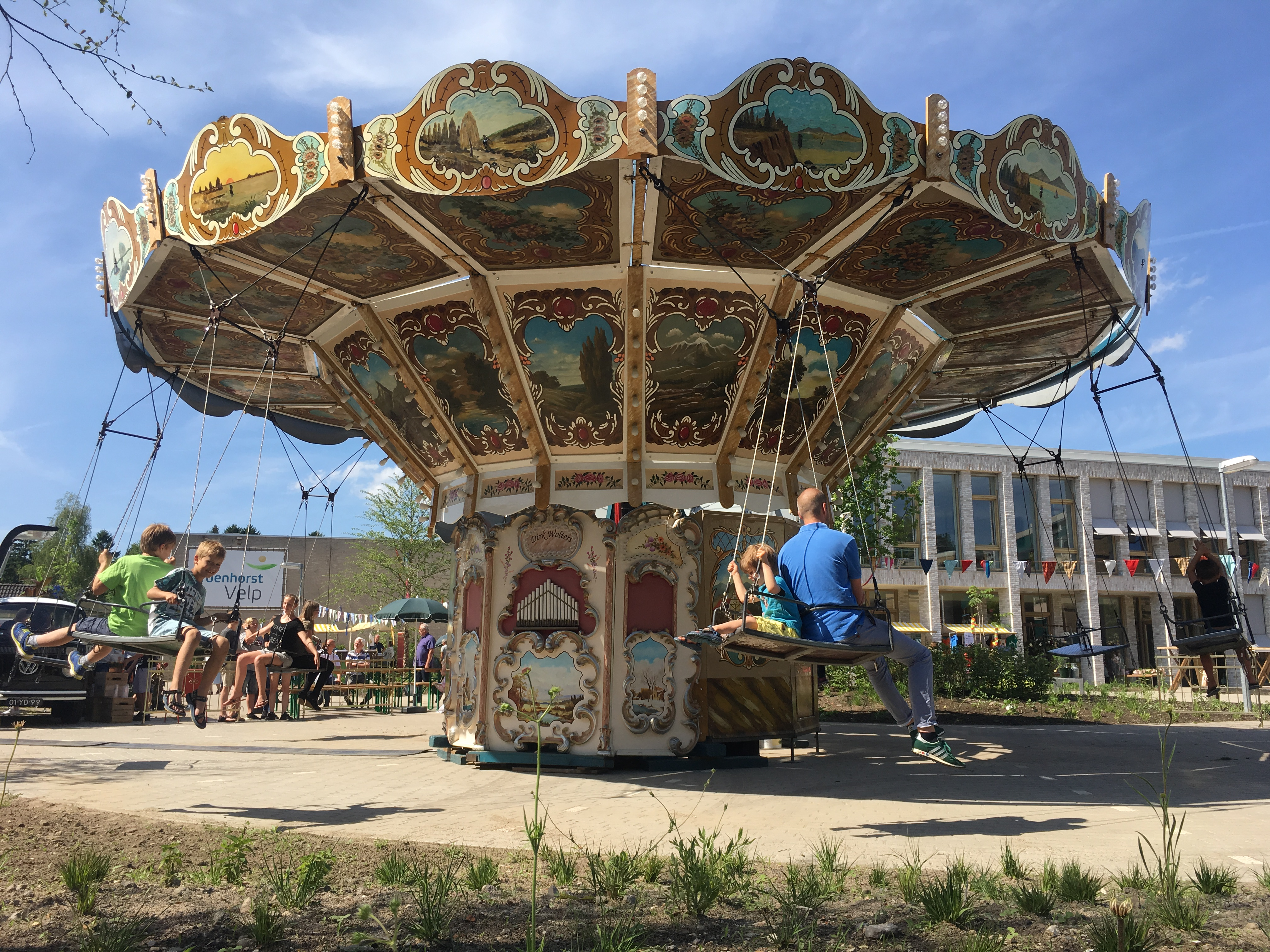
Opgooizweefmolen

Bij een opgooizweefmolen zitten twee personen, kinderen of volwassenen, in een bakje dat omhoog geslingerd wordt door een medewerker. Deze zweefmolens staan veel in het noorden van Nederland. Er zijn er ook die overdag als draaimolen fungeren en in de avond als zweefmolen.

### Kinderzweefmolens
Zweefmolens die speciaal voor kinderen gebouwd zijn, worden kinderzweefmolens genoemd. Deze kleine variant is onderworpen aan dezelfde keuringseisen als de grote zweefmolens. Een voorbeeld hiervan is terug te vinden in het pretpark Julianatoren te Apeldoorn.

### Permanente zweefmolens
Permanente zweefmolens komen voor in onder meer pretparken zoals de Efteling, Bellewaerde, Walibi Holland, Attractiepark Toverland, Drouwenerzand of De Waarbeek, waarbij meer zorg aan de fundering besteed kan worden dan bij verplaatsbare molens. Zweefmolens in speeltuinen zijn meestal niet gemotoriseerd en niet voor hoge snelheden gemaakt, hier mogen de ouders of andere begeleiders voor de aandrijving zorgen. Hiervoor zijn ze voorzien van een horizontale staaf. De begeleider pakt deze staaf vast en rent dan rondjes, zodat de molen gaat draaien. Naarmate de techniek in de pretparken voortschrijdt, worden er steeds zwaardere eisen gesteld aan de veiligheid van inzittenden en publiek.

## Afbeeldingen

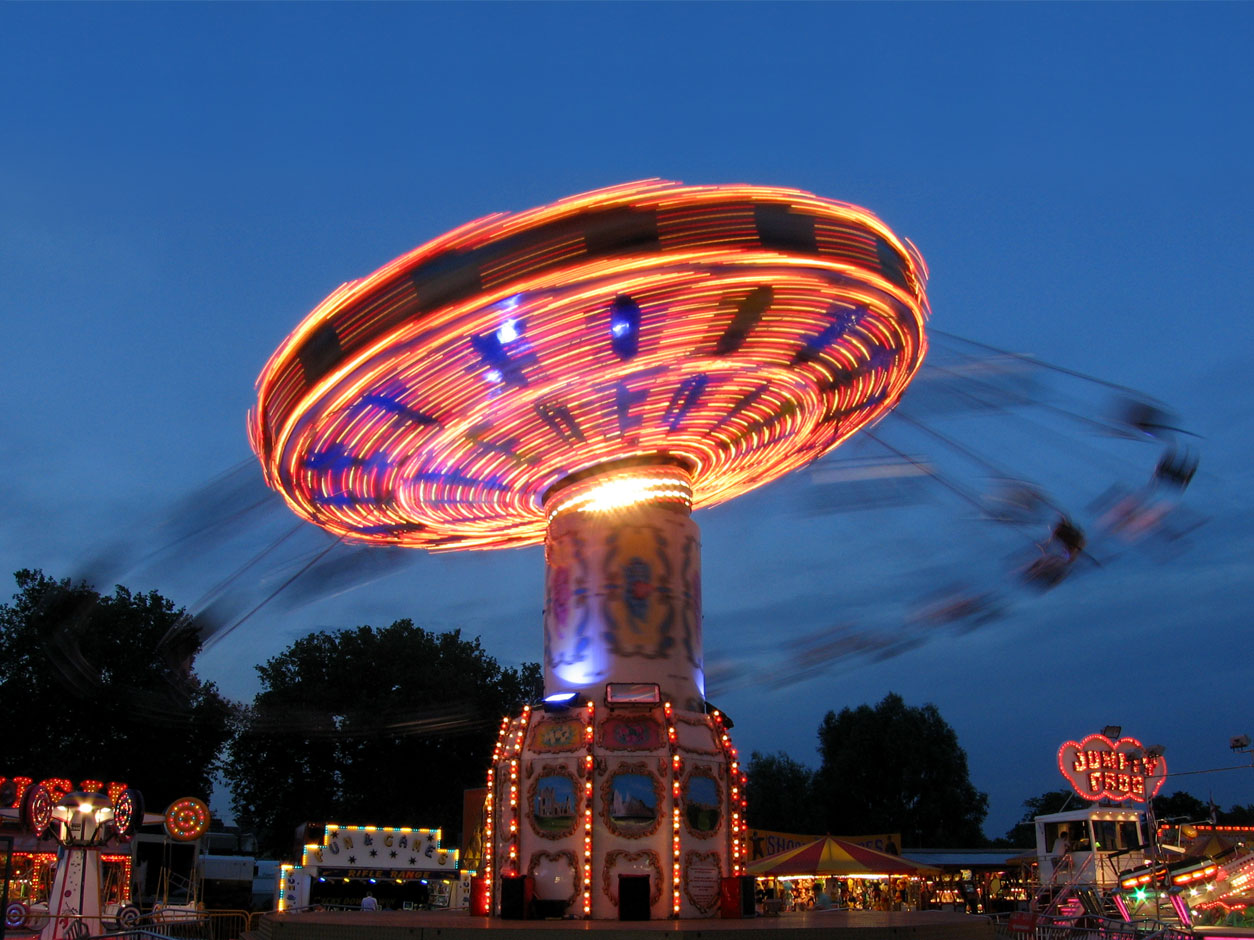
Een Wellenflug
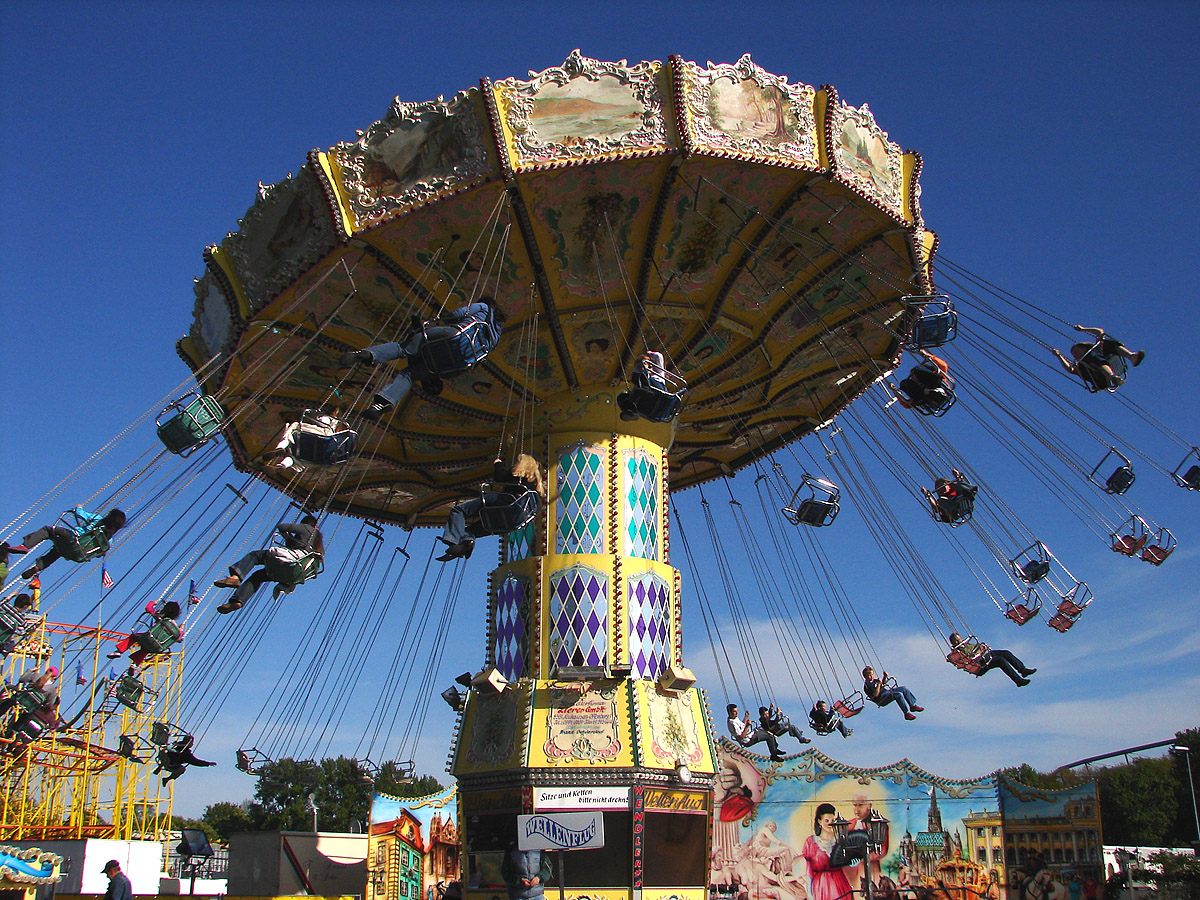
Wellenflug
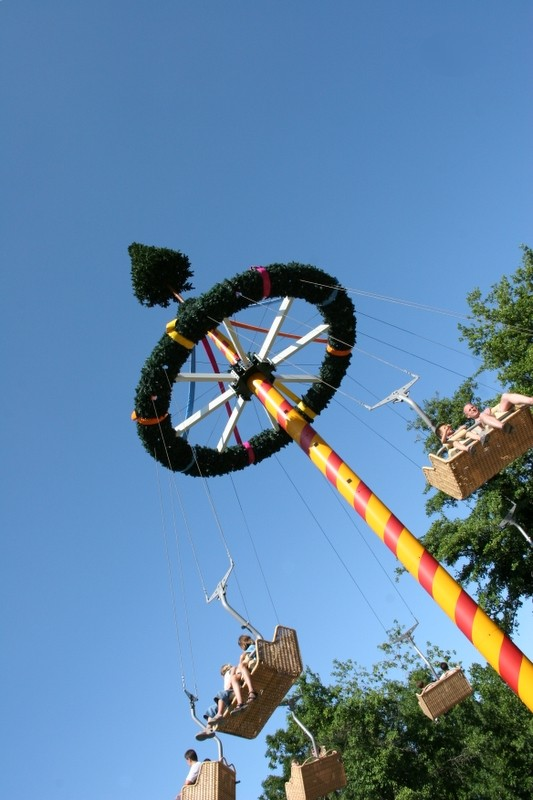
Een meiboom als zweefmolen
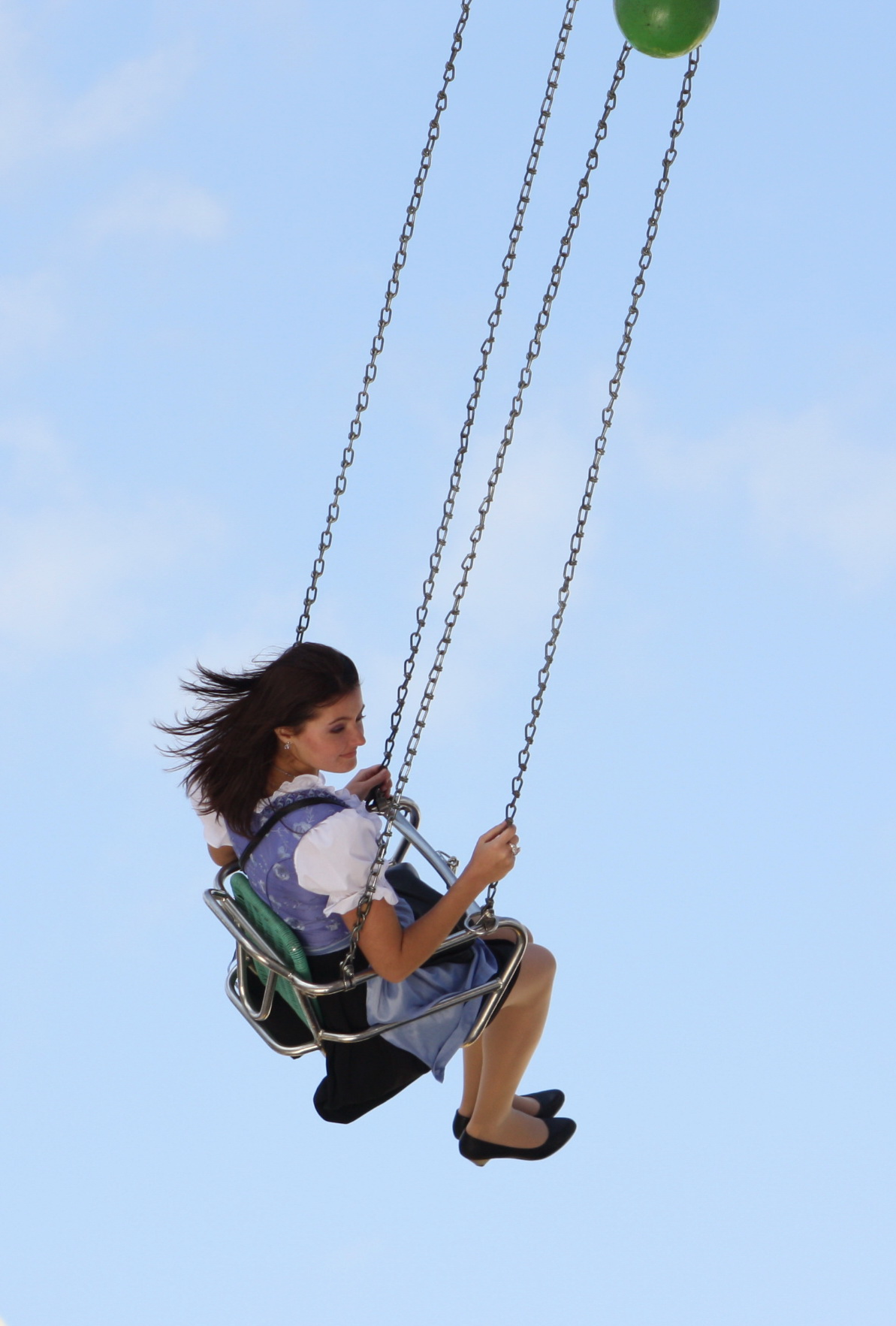
Stoeltje van een zweefmolen